# Napoli San Giovanni-Barra
Napoli San Giovanni-Barra (wł: Stazione di Napoli San Giovanni-Barra) – przystanek kolejowy w Neapolu, w regionie Kampania, we Włoszech. Znajdują się tu 2 perony.
| Napoli San Giovanni-Barra          |  |                                                     |
| Linia Neapol - Salerno             |  |                                                     |
| Napoli Gianturcoodległość: 3,57 km |  | Pietrarsa-San Giorgio a Cremano odległość: 1,569 km |